# 唐纳德·特朗普的特朗普大厦顶层公寓

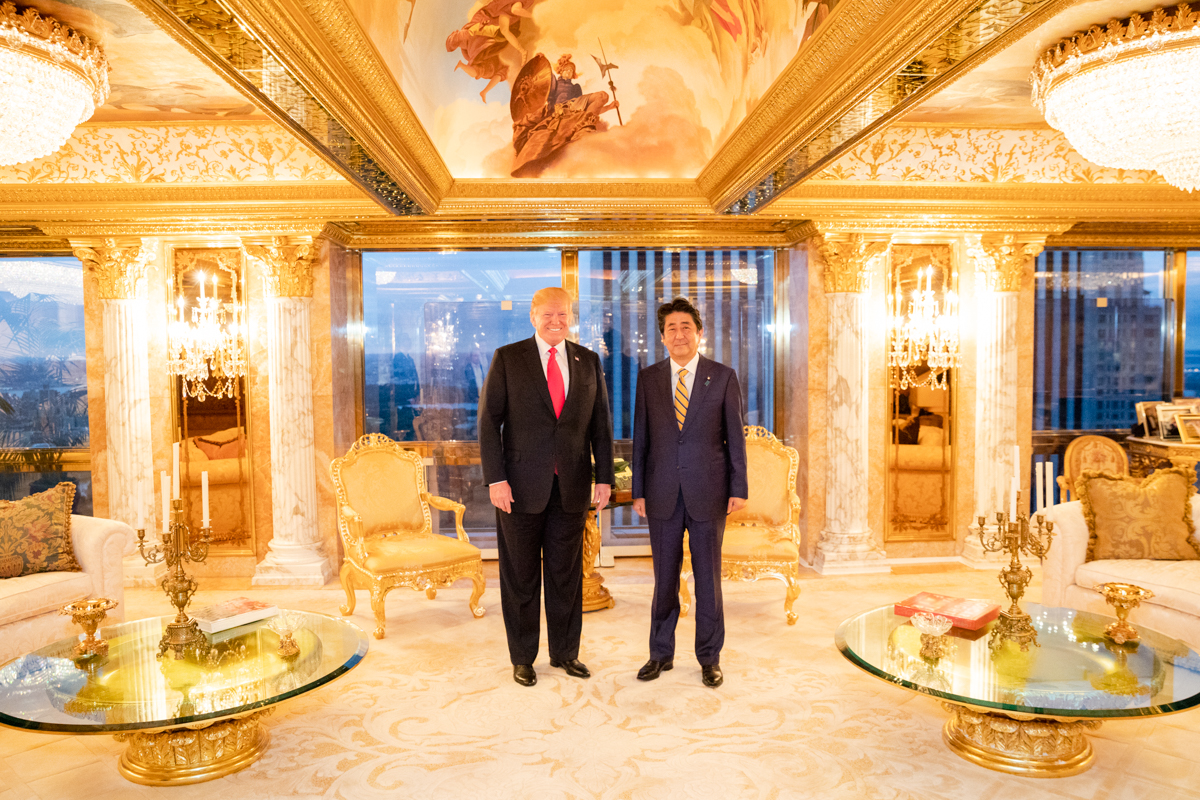
2018年，特朗普与时任日本首相安倍晋三在特朗普大厦顶层公寓会面

唐纳德·特朗普的特朗普大厦顶层公寓自1983年建成以来一直是特朗普及其家人的主要住所，直到2019年特朗普将主要住所迁至海湖庄园。公寓最初的室内设计师是安杰洛·东吉亚，后由亨利·康韦尔萨诺重新装修，采用金色装饰。特朗普对公寓的实际面积进行了多次估算。

## 历史
三层顶层公寓位于曼哈顿特朗普大厦的56、57和58层。该公寓是特朗普、妻子梅拉尼娅和儿子巴伦的住所。在2019年10月前，该公寓一直是他们的主要住所。特朗普集团的办公室位于25层和26层，顶层公寓与特朗普的办公室之间有一部私人电梯。
特朗普前妻伊万娜曾告诉《建筑文摘》的史蒂文·M·L·阿伦森，适应这套新落成的顶层公寓“压力很大，而且很费劲”，因为公寓“奢华的展示空间”让她和唐纳德每周都会回到位于第三大道特朗普大厦的舒适公寓住上几个晚上。阿伦森对伊万娜的评价“深表同情”。
1984年，特朗普的第一任妻子伊万娜在《GQ》杂志的一篇文章中表示，顶层公寓的一楼设有客厅、餐厅、娱乐室和厨房；二楼设有卧室和浴室，以及客厅上方的阳台；三楼设有儿童、女佣和客人的卧室。
在特朗普和梅拉尼娅的儿子巴伦出生时，艾伦·德杰尼勒斯曾赠送给特朗普一家一辆带迷你水晶吊灯的金色婴儿车，公寓育婴室内的其他礼物包括芭芭拉·沃尔特斯赠送的一只大毛绒狗和盖尔·金送的一只大毛绒绿青蛙。
特朗普将其描述为“有史以来最好的公寓”，以及“世界上最热城市最佳位置顶层建筑中最精致的公寓”。
特朗普经常向记者和专门报道他的记者展示该公寓。特朗普告诉《福布斯》记者丹·亚历山大，尽管《60分钟》、《建筑文摘》和《人物》杂志此前都曾参观过这套公寓，但他“没有向任何人展示过”。史蒂文·M·L·阿伦森在1985年7月的《建筑文摘》上对该公寓进行了专题报道。伊万卡·特朗普在2003年的纪录片《生而富有》中展示了她废弃的卧室。

## 设计

### 原始设计
该三层顶层公寓的原始设计由安杰洛·东吉亚完成。在参与特朗普公寓的设计之前，东吉亚曾为拉尔夫·劳伦和伯納·馬多夫设计公寓。该公寓于1983年特朗普大厦开业之际准时竣工。东吉亚负责公寓的整体设计、布局和装修。公寓开始动工时还只是一栋没有窗户的混凝土建筑。东吉亚的公寓设计得到了当时特朗普妻子伊万娜·特朗普的认可。伊万娜和东吉亚的合伙人蒂姆·麦克唐纳在与建筑承包商会面后，执行了东吉亚的设计。麦克唐纳后来表示“参与该项目的人员实际上与唐纳德·特朗普没有任何互动”，而伊万娜是“一位出色的经理和优秀的客户”。唐纳德·特朗普随后询问东吉亚是否愿意为他再做个项目，但东吉亚表示，只有先付清全部费用后他才会接手。这个项目最终不了了之。东吉亚形容特朗普“非常清楚自己是谁，想要什么……他判断力非常敏锐，对自己喜欢的东西态度非常明确。和唐纳德在一起，你不会花太多时间去思考事情是对是错——要么是a，要么是b，仅此而已。你为他做的每件事都必须做到‘完美’”。
东吉亚设计的公寓门厅墙壁涂有油漆，配有抛光青铜栏杆和深色大理石。宽敞的客厅空间有“巧克力色墙壁、青铜镜子和金箔天花板”。尽管房间面积较大，但营造出一种亲密感。客厅内装有一盏水晶吊灯和一个烟囱，烟囱周围是阴极射线管的嵌入式照明。东吉亚的设计以黑白色调以及黄铜和桃花心木色为主。
1983年1月，《纽约时报》刊登了一篇关于东吉亚的人物专访，题为《安杰洛·东吉亚灰色法兰绒公寓的成功背后》（Behind Angelo Donghia's Gray Flannel Success），随后引发了建筑公司斯旺克·海登·康奈尔与特朗普在该报上的信件往来。斯旺克·海登·康奈尔建筑公司的约翰·彼得·巴里写道，他亲自设计了大楼所有单元的平面图，包括特朗普的三层公寓，并且“规划了所有空间和形式关系，并确定了特朗普三层公寓所有三层的所有水平和垂直尺寸”。特朗普回复称，巴里的信件“伤害了众多设计师、建筑师和顾问”，他们“没有给予德·斯库特、安杰洛·东吉亚和其他人应得的荣誉，这是越权行为”。
杰西·科恩布鲁斯在2017年为BuzzFeed撰写的一篇文章中写道，东吉亚设计的公寓是他为林肯中心大都会歌剧院的大都会歌剧俱乐部设计的公寓的合理继承者。唐纳德·特朗普将东吉亚的设计描述为“舒适的现代主义”。
东吉亚在特朗普的公寓装修完毕后不久就发现自己患上了艾滋病，并于两年后的1985年去世。

### 重新设计
该顶层公寓由亨利·康韦尔萨诺重新装修，采用金色装饰。康韦尔萨诺曾是一名夜总会歌手，也是一名毕业于普拉特学院的工业设计师，长期受雇于赌场经理人。此前，康韦尔萨诺还为大西洋城金块赌场设计室内工程。
《牛津颓废手册》（The Oxford Handbook of Decadence）对特朗普的公寓改造进行了分析，设计评论家彼得·约克将其描述为“独裁者时尚”的典范。约克写道：“无论你怎么看，（特朗普的）公寓主要传达的信息是，‘我非常富有，而且权力大到难以想象’。这是公共空间而非私人空间的视觉语言。这是东欧和中东暴发户的语言。”约克认为，特朗普的风格与华盛顿特区内敛的新古典主义建筑风格截然相反，后者“通过内敛来唤起稳定和信任”，并试图传递“一种简朴、民主和平等的信息”。
据报道，特朗普在看到沙特商人阿德南·卡舒吉更奢华的住宅后，下令将其改建成金色住宅。

## 面积
自建成以来，多家媒体报道对该公寓的面积和房间数量不一。2015年9月，特朗普告诉《福布斯》记者丹·亚历山大，该公寓面积为33,000平方英尺（3,100平方），加上15,000平方英尺（1,400平方）的屋顶空间，总面积为48,000平方英尺（4,500平方）。《福布斯》随后估计该公寓面积为30,000平方英尺（2,800平方），估价为1亿美元。该公寓后来的房产记录显示，其面积为11,000平方英尺（1,000平方），估价为6500万美元。
曾担任特朗普律师的托马斯·威尔斯指出，关于这套顶层公寓的每一篇报道都描述了不同数量的房间，印刷出来的数字分别是8、16、20和30。威尔斯询问特朗普这套公寓实际上有多少个房间，特朗普回答说：“他们会印刷多少个房间就有多少个房间。”
特朗普大厦的顶层公寓也是纽约州针对特朗普集团的民事调查的调查对象。纽约州州检察长利蒂希娅·詹姆斯称，据报道该公寓面积为30,000平方英尺（2,800平方）；但根据纽约州州检察长的说法，实际面积约为11,000平方英尺（1,000平方）。2017年《福布斯》的一篇文章支持这一较小数字，并估计该公寓的价值不到特朗普超过2亿美元估值的三分之一。根据总检察长后来提交的法庭文件，特朗普的首席财务官艾伦·韦塞尔伯格“承认该公寓的价值被夸大‘大约’2亿美元”。审判期间，有消息透露，在1994年夸大其词之前，特朗普就曾承认他的顶层公寓面积较小。